# Walter Centeno
Walter Centeno Corea (Palmar Sud, 6 de outubro de 1974) é um ex-futebolista costarriquenho .

## Carreira
Centeno disputou duas Copas: 2002 e 2006, sendo titular em ambas. É também o recordista de participações pelos Ticos: 137, com 24 gols assinalados.
A nível de clubes, El Ken de Talamanca, como Centeno é apelidado, só se destacou no Saprissa, onde teve uma passagem entre 1996 e 2002, quando deixou a Costa Rica para atuar no grego AEK. Sem sucesso em terras helênicas, o meia retornou à Costa Rica e ao Saprissa, onde se aposentou em 2012.

## Artilharias
Seleção Costarriquenha
- Copa Ouro da CONCACAF: 2003 (4 gols)

## Prêmios Individuais
Seleção Costarriquenha
- Copa Ouro da CONCACAF: 2003 - BEST XI